# Barbara Röhner

Barbara Röhner, 2014

Barbara Röhner (geb. Budig; * 1969 in Luckenwalde) ist eine deutsche Kunsthistorikerin und Kuratorin. Sie arbeitet und forscht zu Themen der Kunst und Industriekultur in der DDR.

## Leben
Barbara Röhner wurde 1969 in Luckenwalde als Barbara Budig geboren. Ihr Vater war evangelischer Pfarrer und Superintendent aus Eisleben, ihre Mutter Lehrerin aus Quedlinburg. Nach POS und Ausbildung zur Krankenschwester in Halle/Saale legte sie 1992 ihr Abitur im Abendstudium ab. Es folgte ein Studium der Philosophie und Kunstgeschichte an der Martin-Luther-Universität Halle-Wittenberg in Halle bei Wolfgang Schenkluhn. Sie promovierte 2014 mit einer Arbeit zum Thema Von Reproduktionsausstellungen zum Bilderverleih, die 2016 als Buch erschien, und in der sie aus einer kunsthistorischen Perspektive die „Ideen- und Entwicklungsgeschichte von Artotheken in der DDR“ zu betrachtet. Die Lektüre von Röhners Buch sei bereichernd, so die Kunsthistorikerin Sabine Schmid, „da sich eine weitere, eine neue Stimme in der Forschung zur kulturellen Landschaft der DDR Gehör verschafft“.
2001 gründete sie in Leipzig den Kunstverein ars avanti und initiierte 2003 die jährlich stattfindenden Offenen Ateliers in Leipzig. Sie kuratierte Ausstellungen, zu denen sie die Begleitbände herausgab, so 2005 die Große Sächsische Kunstausstellung unter dem Titel Das neue Jahrhundert mit Werken von 250 zeitgenössischen Künstlern aus ganz Sachsen und der Stadt Halle, die in sieben Leipziger Kirchenbauten gezeigt wurden. Von 2007 bis 2012 konzipierte und kuratierte sie die Ausstellungsbereiche im Westwerk Leipzig und ab 2009 die des Offspaces Alte Handelsschule. Zum Jahr der Industriekultur 2020 in Sachsen kuratierte sie eine Kunstschau unter den Titel Der optimierte Mensch. Momente der Industriekultur in der bildenden Kunst, die 2019 im Museum der Bildenden Künste in Leipzig eröffnet wurde. Die Ausstellung fragte nach den „Auswirkungen technischen Fortschritts auf den Menschen“ und der Bedeutung von „Selbstoptimierung des Menschen zur Erhöhung der Leistungsfähigkeit.“
Sie lebt und arbeitet in Leipzig, ist verheiratet und Mutter zweier Kinder.

## Veröffentlichungen
- Von Reproduktionsausstellungen zum Bilderverleih. Ideen- und Entwicklungsgeschichte von Artotheken in der DDR (=Hallesche Beiträge zur Kunstgeschichte, Band 12) , Universitätsverlag Halle-Wittenberg, 2016, ISBN 978-3-86977-124-3
- Die Drogenbearbeitungsanstalt und Drogengroßhandlung Wilhelm Kathe, in: Historische Industriebauten der Stadt Halle / Saale, hrsg. v. Dieter Dolgner, Jens Lipsdorf, Halle, 1996, ISBN 3-931919-01-3
- Das Gaswerk am Holzplatz, in: Historische Bauten und Anlagen der Stadttechnik und des Verkehrs der Stadt Halle / Saale, hrsg. v. Dieter Dolgner, Jens Lipsdorf, Halle, 1997, ISBN 3-931919-02-1

als Herausgeberin
- Große Sächsische Kunstausstellung. Das neue Jahrhundert. Werkschau in sieben Leipziger Kirchen, ArsAvanti, Leipzig 2005, ISBN 978-3-00-016811-6
- Der optimierte Mensch. Momente der Industriekultur in der bildenden Kunst,  Moritzpress Verlag, Leipzig 2022, ISBN 978-3-9824170-0-4